# An Yulong
An Yulong (n. 23 iulie 1978, Jilin⁠(d), Republica Populară Chineză) este un sportiv ce a reprezentat Republica Populară Chineză, medaliat olimpic. A participat la două ediții ale Jocurilor Olimpice (1998, 2002) în care a câștigat o medalie de argint și două medalii de bronz.